# 切尔西·汉德勒

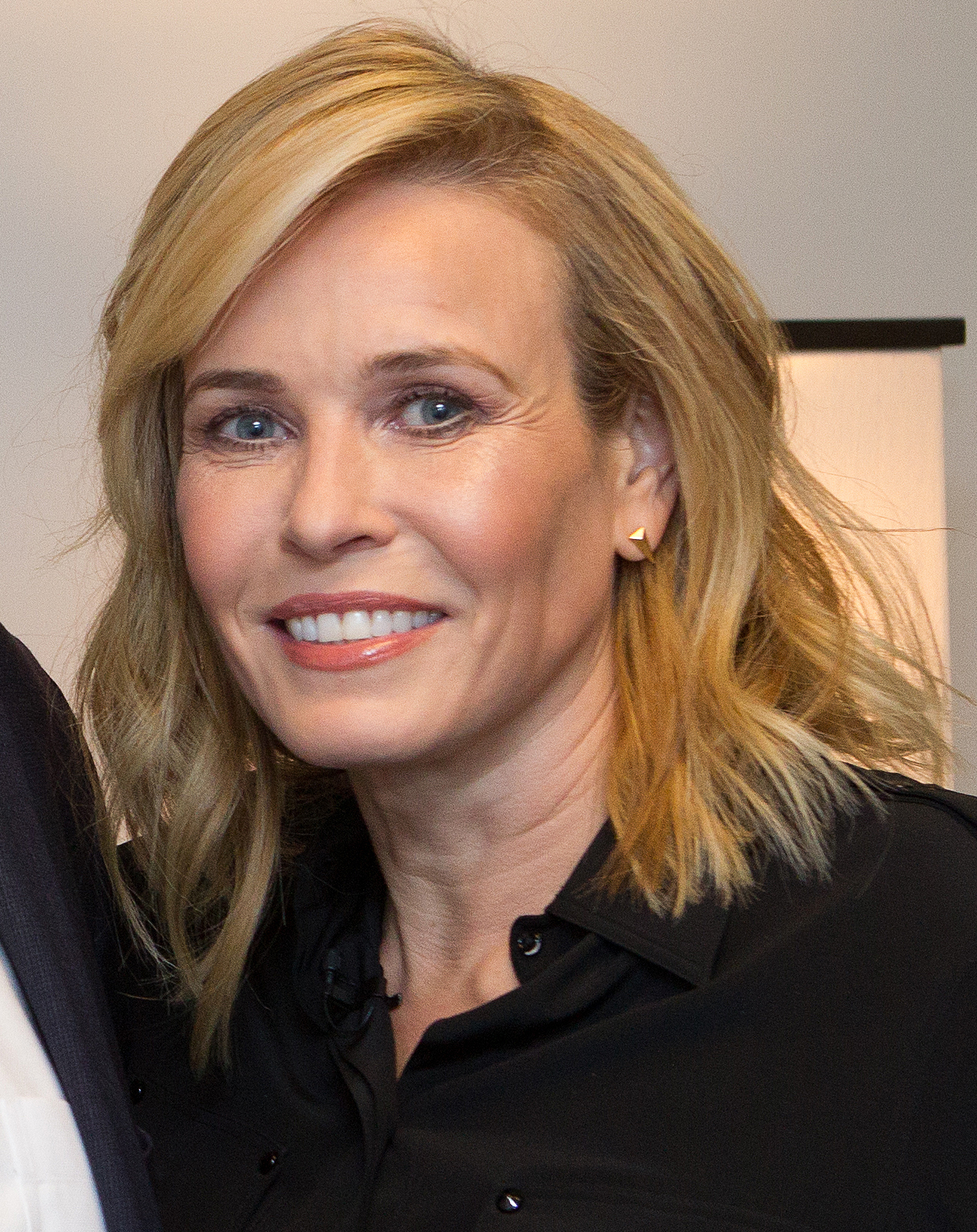
切尔西·汉德勒

切尔西·乔伊·汉德勒 （1975年2月25日—） 是美国脱口秀喜剧演员、作家、电视节目主持人和制片人。她于2007年至2014年期間主持了E!的深夜脱口秀节目。
汉德勒生于利文斯頓。  她的父亲是美国人，也是阿什肯納茲猶太人；母亲是德国人，1958年移民到美国，也是一名摩爾門教徒。  她的外祖父第二次世界大战期间曾在納粹德國陸軍服役。 汉德勒長大後信仰犹太教，她覺得摩门教過於荒谬。 
汉德勒支持墮胎以及民主党。  她自己在16岁时就堕过兩次胎。 
2015年，汉德勒在以色列主持了一场筹款活动，然后又在耶路撒冷采访了希蒙·佩雷斯。 
2016年美國總統選舉期間，汉德勒支持希拉里·克林顿。汉德勒表示，特朗普若当选总统，這意味著“我们文明的终结”。 她還曾暗示林賽·格雷厄姆是深櫃，而且傑夫·塞申斯是個“受”。 
2023年哈瑪斯襲擊以色列后，汉德勒要求乔·拜登想辦法讓所有在袭击中被哈马斯绑架的以色列人獲釋。  2023年12月，汉德勒与一位錫安主義活动家共同出现在TikTok上的一段视频中，她们不滿美国國內的一些人士批評以色列，汉德勒表示，以色列是“西方民主和西方价值观”的捍衛方。 由于汉德勒支持以色列， 2024年4月19日，亲巴勒斯坦抗议者得知汉德勒會在弗吉尼亚州一場戲劇表演中登台，他們來到現場抗議，指责她是“加薩種族滅絕支持者”。之後一名抗議妇女被捕，其他几人被带离现场。  2024年9月，汉德勒又呼吁拜登和副总统賀錦麗“向恐怖分子施压，要求他们立即释放人质”，并敦促政府要“保护和支持”以色列。  